# HD 52711
HD 52711，又名BD+29 1441，SAO 79009、HR 2643，是一颗恒星，视星等为5.93，位于銀經187.43，銀緯15.32，其B1900.0坐标为赤經6h 57m 9.1s，赤緯+29° 15.32′ 18″。